# Trade paperback

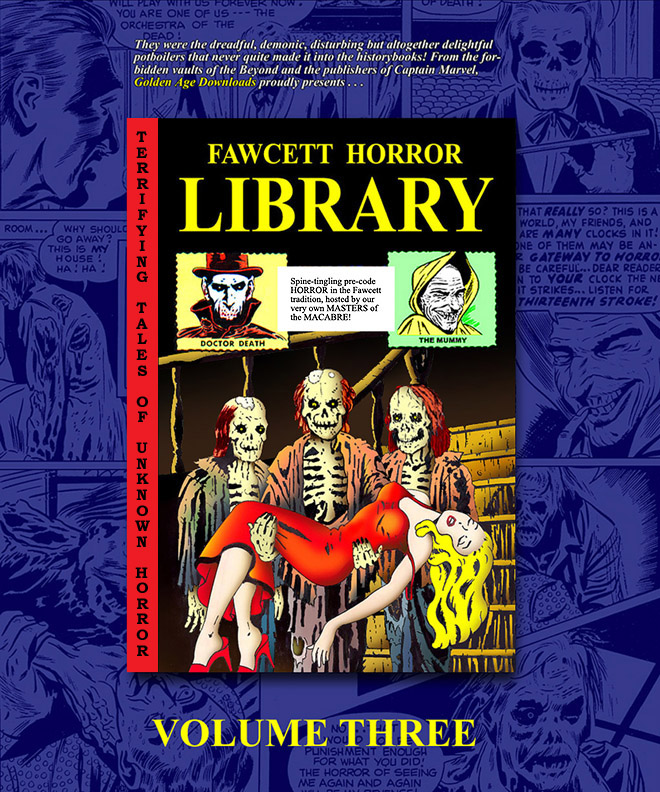
Trade paperback med serier utgivna av Fawcett Comics.

Trade Paperback, eller TPB, är den engelska termen för svenskans mjukpärmsbok eller storpocket, d.v.s. en häftad eller klistrad bok med mjuka pärmar, ofta mer påkostad i sitt utförande än en traditionell pocketbok. I nordamerikansk serietidningsutgivning används begreppet vanligtvis något mer specifikt, och betecknar då en publikation som samlar tidigare utgivna serietidningar, till exempel en maxiserie, i en enhetlig volym. I marknadsföringen säljs dessa utgåvor ofta som "graphic novels" - serieromaner.